# Fujiyoshida
Fujiyoshida (japanska: 富士吉田市?, Fujiyoshida-shi) är en stad i Yamanashi prefektur på ön Honshū i Japan. Fujiyoshida fick stadsrättigheter 1951. Staden är de facto-centrum i ett område som kallas Fujigoko (Fujis fem sjöar) och är belägen strax norr om och vid foten av Fuji, Japans högsta berg.